# The Dodos
The Dodos est un groupe américain de rock expérimental, originaire de San Francisco, en Californie. Il est formé en 2005, et combine folk psychédélique, New Weird America et influences noisy. Il est constitué de Meric Long et Logan Kroeber.

## Historique

### Origines et débuts
The Dodos jouent ensemble dès 2005, lorsque le musicien Meric Long, qui jouait beaucoup en solo à San Francisco, est présenté à Logan Kroeber grâce à un ami en commun. L'un étudiait les percussions africaines et la guitare blues, et l'autre était membre de groupes de heavy metal.
Un EP solo de Long, intitulé Dodo Bird, est publié en mars 2006. À la période durant laquelle Long a enregistré seul cet EP, lui et Kroeber jouaient déjà ensemble. Ils mêleront les percussions apprises par Kroeber à l'expérience longuement acquise dans les groupes de metal par Long pour créer un style musical où « les percussions seraient le centre de l'attention qui mettrait en valeur le rythme syncopé de la guitare acoustique. »

### Beware of the Maniacs
Le duo sort l'album Beware of the Maniacs, en 2006, publié sous le nom de Dodo Bird. En soutien à l'album, Long et Kroeber tourne intensément en 2007. Le groupe attire l'attention et se forme une fan base. Les fans commencent à les appeler The Dodos, nom que reprendra le groupe.

### Visiter
En décembre 2007, the Dodos signe avec le label Frenchkiss Records et publie un deuxième album, Visiter, en mars 2008, qui est bien accueilli par la presse.
Dans un entretien datant d'avril 2008 avec L.A. Record, Long révèle l'origine du nom Visiter. « La raison pour laquelle le titre est mal épelé c'est qu'il vient en réalité d'un dessin qu'un gamin nous a donné. On jouait beaucoup pour les gamins quand on était à South Central L.A.—Dorsey High. La sœur d'un ami [Barbara Lempel] enseignait le théâtre là-bas, alors on a joué dans sa classe et c'était super fun. Après on avait des gamins qui nous posaient des questions, et l'un d'entre eux nous a donné un dessin. Le dessin, c'est la couverture de l'album, et on l'aimait bien. »
En 2009, le morceau Fools, de l'album Visiter, est utilisé dans une publicité pour Miller Chill.

### Time to Die
Leur album Time to Die est publié en numérique le 27 juillet 2009 au Royaume-Uni, et le 28 juillet aux US. L'exemplaire physique est publié le 31 août 2009 au Royaume-Uni, et le 15 septembre 2009 aux US. Joe Haener est remplacé par Keaton Snyder pour les performances scéniques. Snyder devient le troisième membre à cette période, jouant du vibraphone sur Time to Die.

### No Color
Leur quatrième album, No Color, est publié le 15 mars 2011. Il fait participer Neko Case. Après avoir enregistré avec le vibraphoniste Snyder, Long révèle à Pitchfork, « écouter différents mixes -- un avec vibraphone et l'autre sans -- on a tous préféré sans. » Le groupe décide alors de revenir en duo avec Long et Kroeber. Le 24 mars 2011, l'album est classé 70e des US charts. Le groupe est sélectionné par Les Savy Fav pour jouer au festival ATP Nightmare Before Christmas en décembre 2011 à Minehead, en Angleterre.

### Carrier
Leur cinquième album, Carrier, est publié le 27 août 2013 chez Polyvinyl Record Co. sur CD, LP, cassette, et en numérique. Carrier est aussi publié au Canada au label Dine Alone Records. Le guitariste Christopher Reimer participait à l'album avant sa mort en 2012. L'album est bien accueilli par FILTER, The Line of Best Fit, et Under the Radar.

### Individ
Leur sixième album, Individ, est publié le 30 janvier 2015.

### Certainty Waves
Certainty Waves, leur septième album sort le 12 octobre 2018, sur le label Polyvinyl.

### Grizzly Peak
Leur 8e album, Grizzly Peak, sort le 12 November 2021, chez Polyvinyl également.

## Membres

### Membres actuels
- Meric Long - chant, guitare
- Logan Kroeber - batterie

### Musiciens live
- Joe Haener - vibraphone, percussions (2009)
- Keaton Snyder - vibraphone, percussions (2009–2011)
- Christopher Reimer - guitare (2011-2012)
- Joe Haege - guitare, chant (depuis 2013)

## Discographie

### Albums studio
- 2006 : Beware of the Maniacs (autoproduction, sous le nom Dodo Bird)
- 2008 : Visiter (Frenchkiss/Wichita)
- 2009 : Time to Die (Frenchkiss/Wichita)
- 2011 : No Color (Frenchkiss/Wichita)
- 2013 : Carrier (Polyvinyl Record Co.)
- 2015 : Individ (Polyvinyl Record Co.)
- 2018 : Certainty Waves (Polyvinyl Record Co.)

### Singles et EP
- 2006 : Dodo Bird (EP) (autoproduction, sous le nom Dodo Bird)
- 2008 : Red and Purple (Wichita)
- 2008 : Fools (Wichita)
- 2009 : Fables (Wichita)
- 2011 : All Night (Record Store Day, autoproduction)
- 2014 : Substance / The Ocean (Record Store Day, Polyvinyl Record Co., en live avec Magik*Magik Orchestra)